# 三河平坂駅
三河平坂駅（みかわへいさかえき）は、かつて愛知県西尾市平坂町にあった名古屋鉄道三河線の駅である。2004年（平成16年）4月1日の同線碧南駅 - 吉良吉田駅間廃止に伴い、廃駅となった。

## 歴史
- 1926年（大正15年）9月1日：大浜港（のちの碧南） - 神谷（のちの松木島）間（当時：三河鉄道）の開通に伴い開業[1]。
- 1941年（昭和16年）6月1日：三河鉄道が名古屋鉄道に合併。同社三河線の駅となる。
- 1961年（昭和36年）9月27日：駅舎改築[2]。廃駅になるまで使用される。
- 1977年（昭和52年）5月25日：貨物営業廃止[3]。
- 1985年（昭和60年）10月1日：無人化[4]。
- 1990年（平成2年）7月1日：碧南 - 吉良吉田間の電化設備廃止[5]。レールバス（キハ20形）の営業開始[5]。
- 2004年（平成16年）4月1日：廃止[1]。

## 駅構造
三河線の前述した廃線区間で、廃止時点において唯一交換設備が存在したのが当駅である。廃線時には、住宅街に囲まれた位置にある駅という雰囲気が強く、無人駅となっていたがコンクリート造りの駅舎があった。ホームは島式で、構内踏切（遮断機や警報機はない）によって南側から入る構造になっていた。
島式ホームに対し、列車は右側通行で進入した。分岐器には発条転轍機（スプリング・ポイント）が採用されていたが、廃線直前には常時は上下列車ともに吉良吉田方向に向いて左側（北側）の線路を通るように固定され、朝に列車交換を行う時のみ機能していた。その他、駅構内にはかつて貨物扱いを行っていた時代の側線が、朽ち果てながらも残されていた。
また、朝1本のみだったが、平坂始発碧南行列車も存在（同駅7:13発）した。その列車は碧南から回送され、南側線路にて客扱い・折り返しをしていた。
碧南 - 吉良吉田間は、朝ラッシュ時限定で三河平坂駅にてタブレット交換をしていた。そのため、レールバス化以後無人駅だったが、始発列車から朝9時半まで名鉄社員が出張し、タブレット交換要員として待機していた（切符販売などは一切なし）。

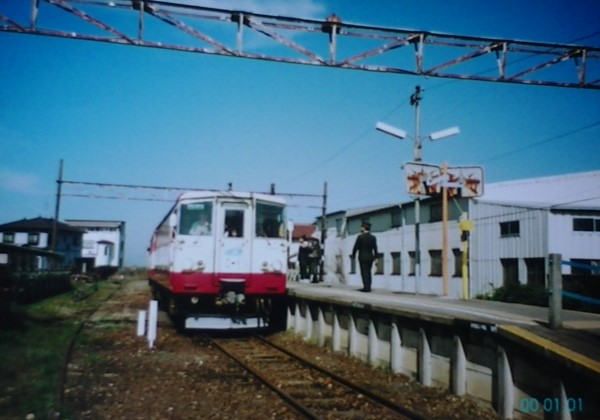
廃止前のホームと停車中の列車（2004年）
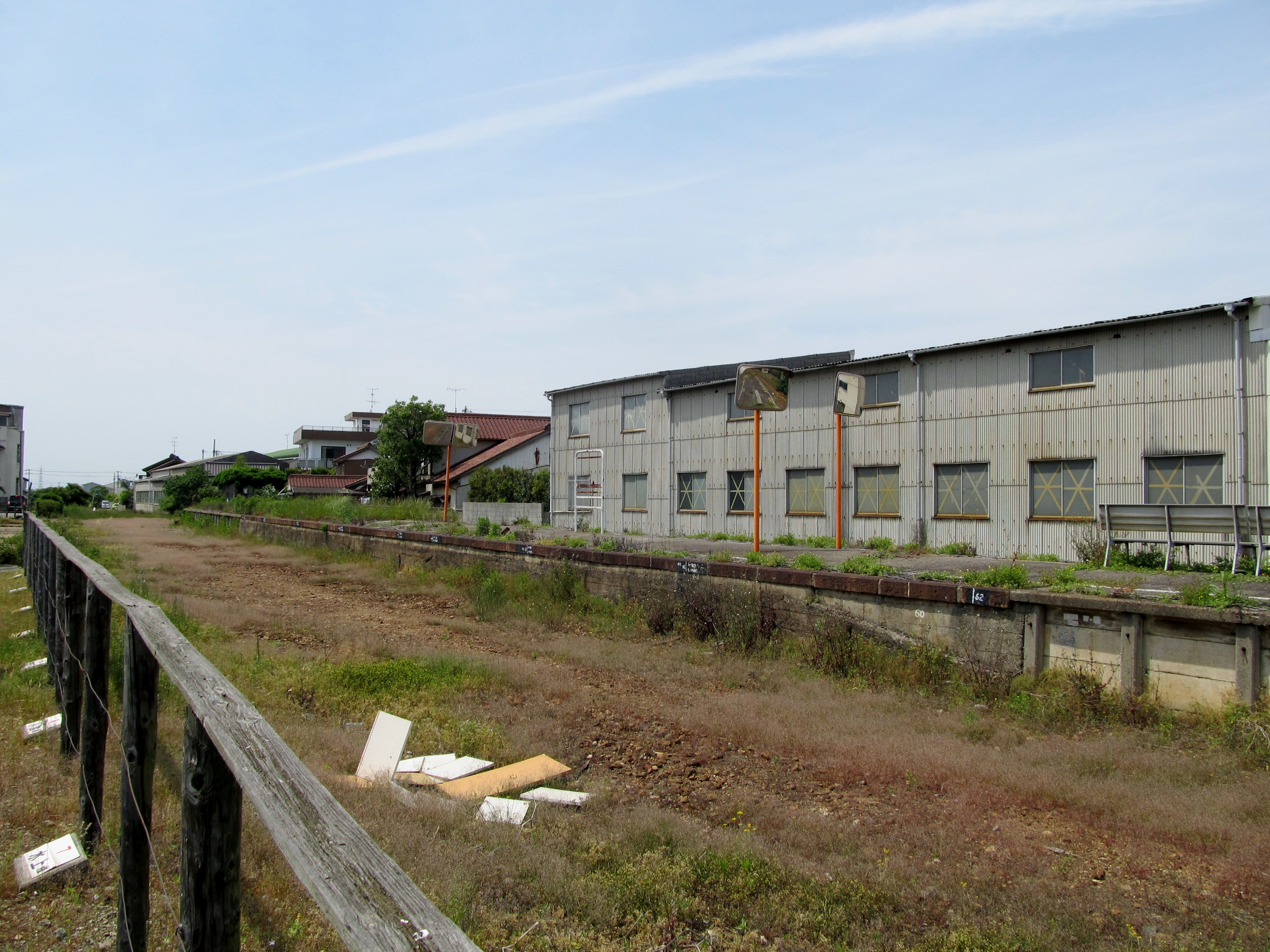
ホーム（2012年）
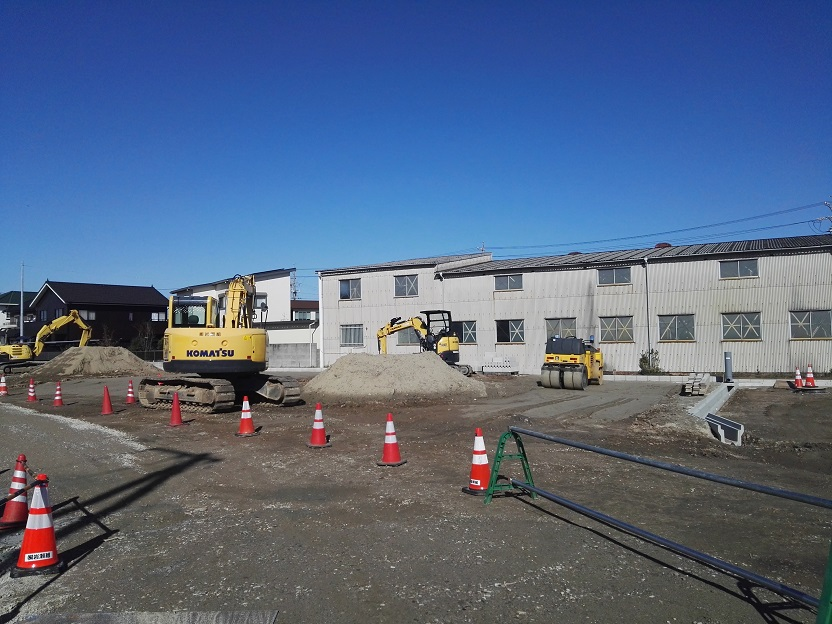
撤去されたホーム（2018年）

### 配線図
| ← 碧南方面 | 三河平坂駅 構内配線略図 | → 吉良吉田方面 |
| 凡例 出典: |                         |                |

## 利用状況
- 『名古屋鉄道百年史』によると1992年度当時の1日平均乗降人員は281人であり、この値は岐阜市内線均一運賃区間内各駅（岐阜市内線・田神線・美濃町線徹明町駅 - 琴塚駅間）を除く名鉄全駅（342駅）中301位、 三河線（38駅）中31位であった[8]。
- 『愛知統計年鑑』によると2003年度の乗車人員は1日平均95人であった[9]。2003年度までの1日平均乗車人員は下表の通り。

| 年度   | 1日平均 乗車人員 |
| ------ | ---------------- |
| 1998年 | 111              |
| 1999年 | 110              |
| 2000年 | 110              |
| 2001年 | 111              |
| 2002年 | 95               |
| 2003年 | 95               |

## 駅周辺
- 岡崎信用金庫平坂支店
- 平坂鋳工
- 犬塚鉄工
- バロー平坂店
- 西尾市立平坂小学校
- 平坂保育園
- 愛知県道43号岡崎碧南線
- 平坂街道

## バス路線
三河線の碧南 - 吉良吉田間の廃止に伴う代替バスとして、ふれんどバスが運行されている。なお、駅跡地付近にある同路線の停留所は「平坂小南」である。この他、六万石くるりんバスの「勤労会館」停留所が駅跡地付近に設けられている。

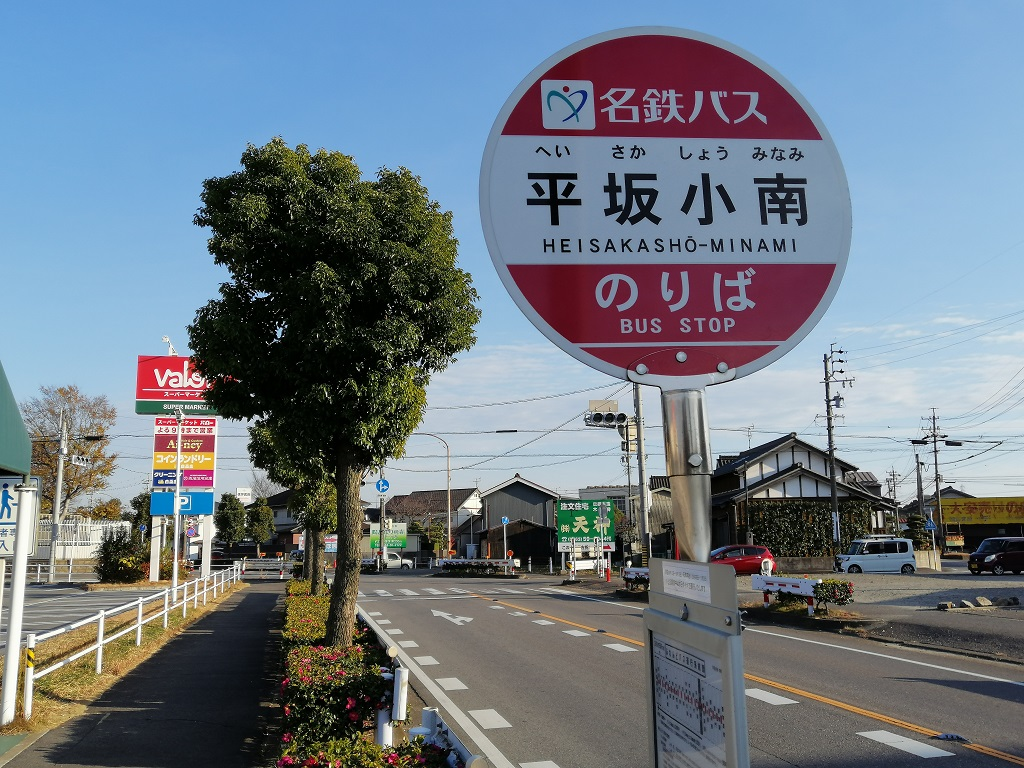
平坂小南バス停

## 平坂支線との徒歩連絡

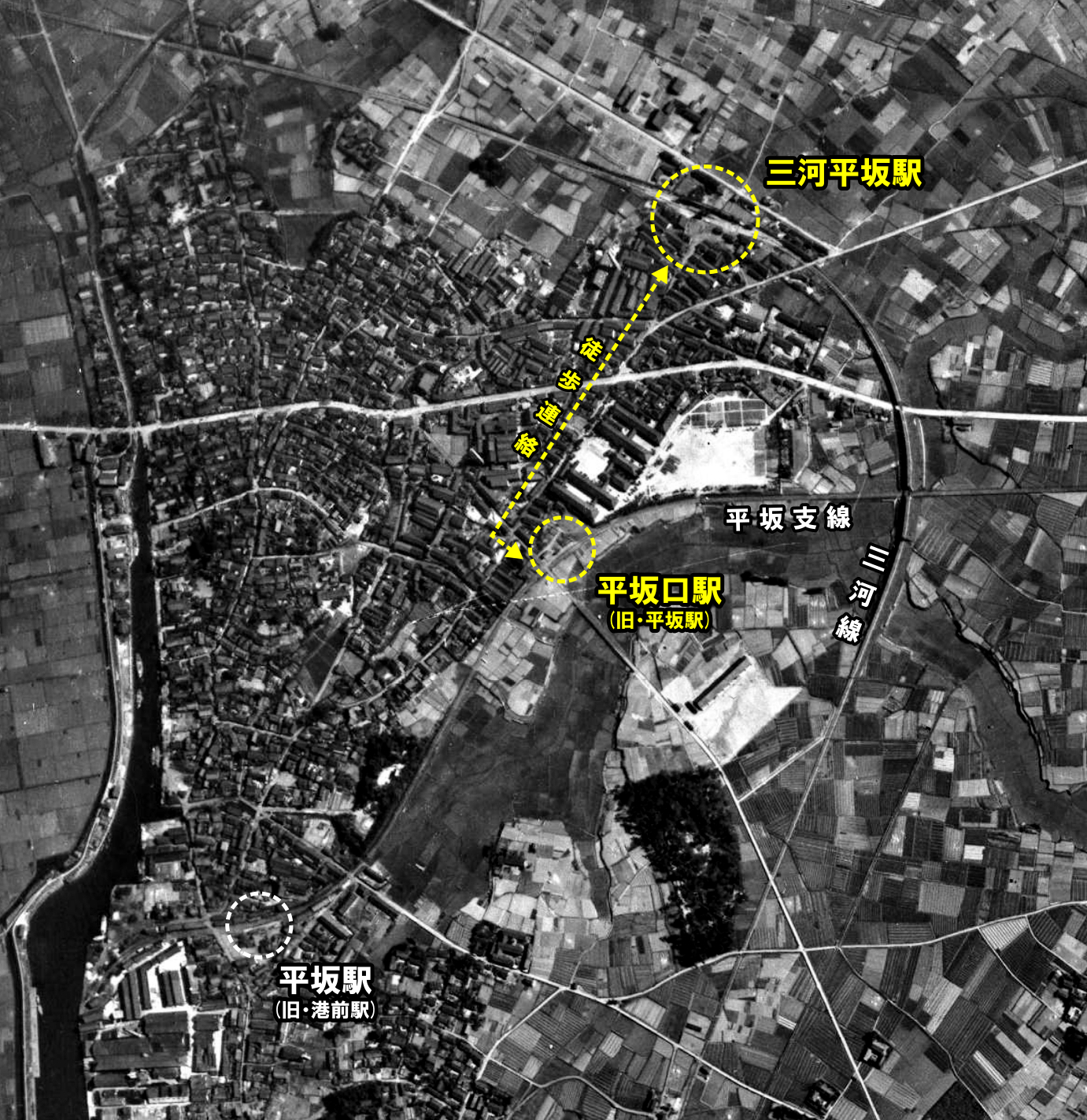
三河平坂駅と平坂口駅の位置関係。。

かつて当駅から南西に約400m離れた位置に、名鉄平坂支線の平坂口駅が設置されていた（1960年（昭和35年）3月27日廃止）。
平坂支線の前身は岡崎新駅と西尾駅の間を結ぶ路線を建設した西尾鉄道で、同社は1914年（大正3年）に平坂に達した。その後、三河線の前身である三河鉄道が当地まで延伸するが、平坂漁民からの反対で当初予定した西尾鉄道港前駅経由のルートでは敷設できず、やむなく平坂町北側を迂回して松木島へ向かう経路に変更された（一説には平坂漁民の反対の背後に西尾鉄道が関与していたとされる）。
ルート変更により三河鉄道は西尾鉄道と立体交差する必要が生じたが、先に建設された西尾鉄道に優先権があるため、三河鉄道は築堤を建設し同社線をオーバーパスして対処した。平坂の旅客輸送をめぐって両社は競合関係にあったため、交差部に駅は設置されなかった。西尾鉄道が企業合併で愛知電気鉄道、名古屋鉄道となってからも状況は変わらず、また三河鉄道も名古屋鉄道に合併され2つの路線が同社線となってからも駅統合は行われず、両路線間の徒歩連絡による乗換えは平坂支線の廃止まで続いた。
平坂支線廃止後は路盤跡が道路（愛知県道43号岡崎碧南線）に転用され、道路拡幅によりかつての跨線橋も架け替えられ平坂跨道橋となった。三河線（碧南 - 吉良吉田間）廃止後はその役目を終えて撤去された。

廃止された平坂支線の路盤跡を通過する三河線。平坂支線跡地は道路に転用され、跨線橋は後の平坂跨道橋として利用されている。
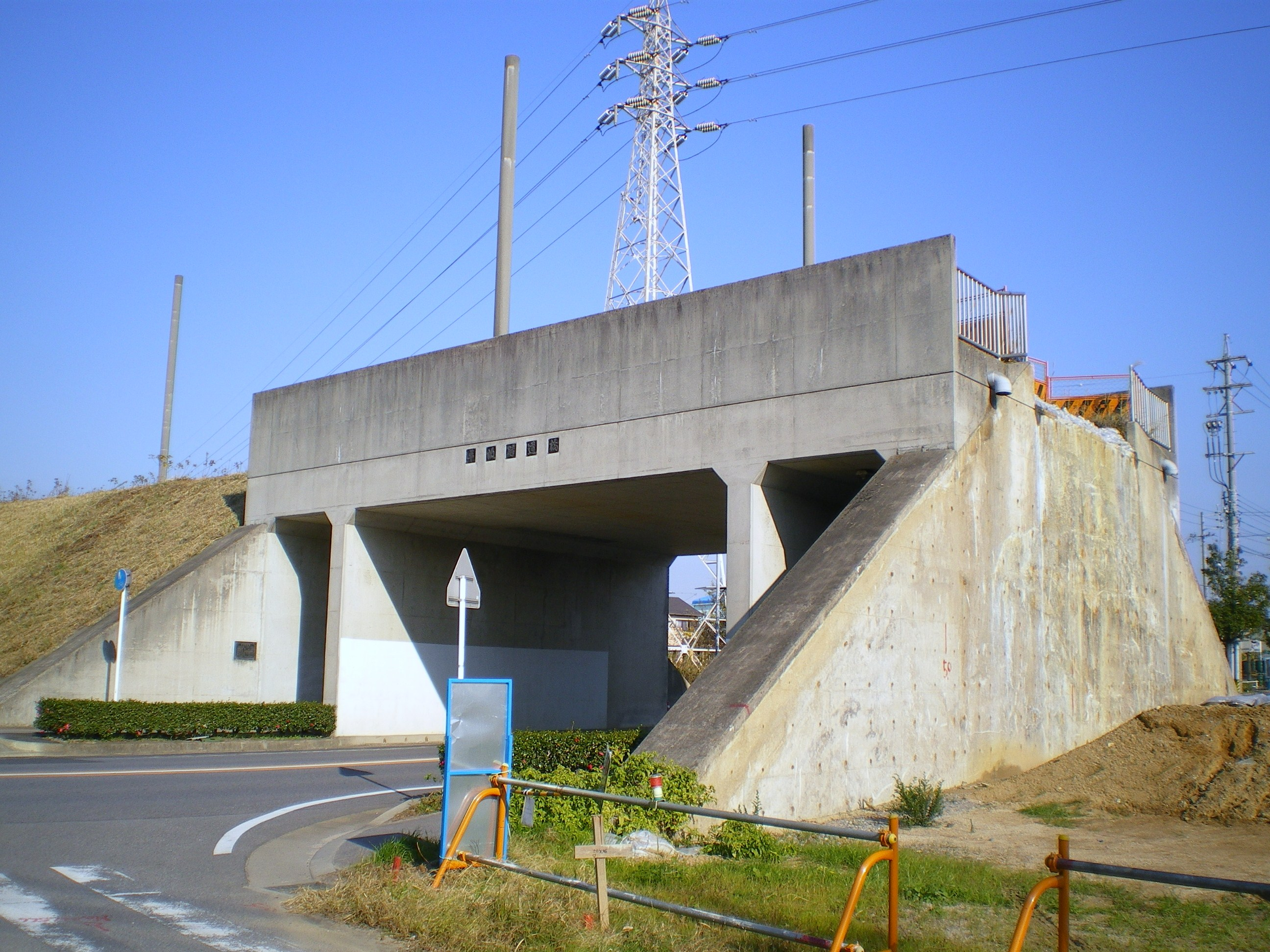
県道43号の整備で架け替えられた平坂跨道橋[19]。三河線碧南-吉良吉田間廃止に伴い、解体された（2009年）
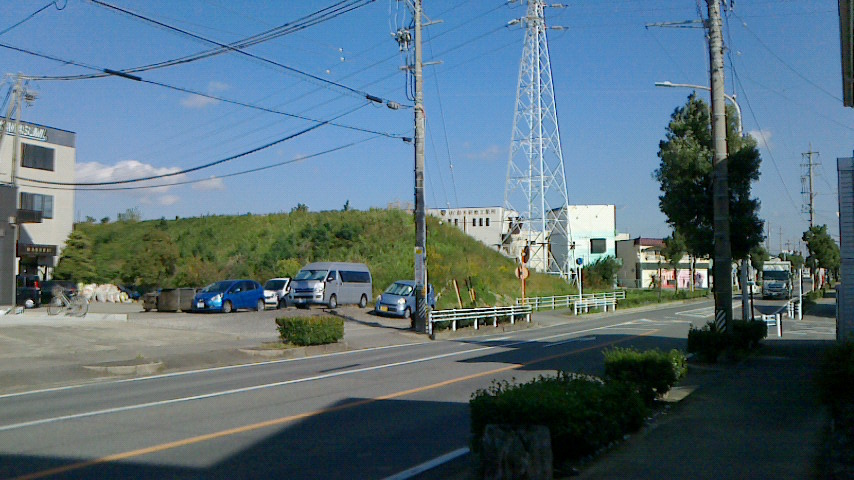
平坂跨道橋解体後も残っていた三河線の築堤（2016年）
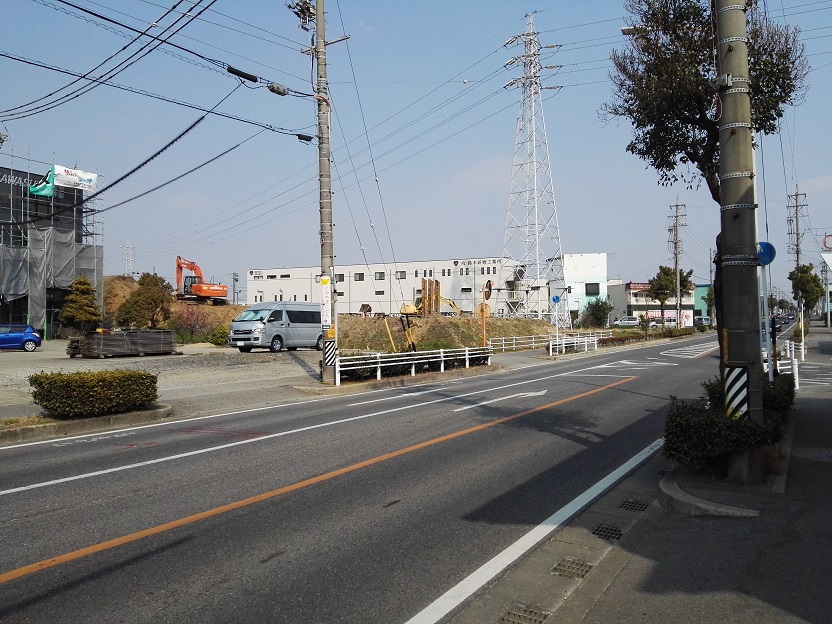
撤去された築堤（2017年）

## 隣の駅
名鉄三河線
中畑駅 - 三河平坂駅 - 三河楠駅